# Železniční trať Križevci – Kloštar Podravski

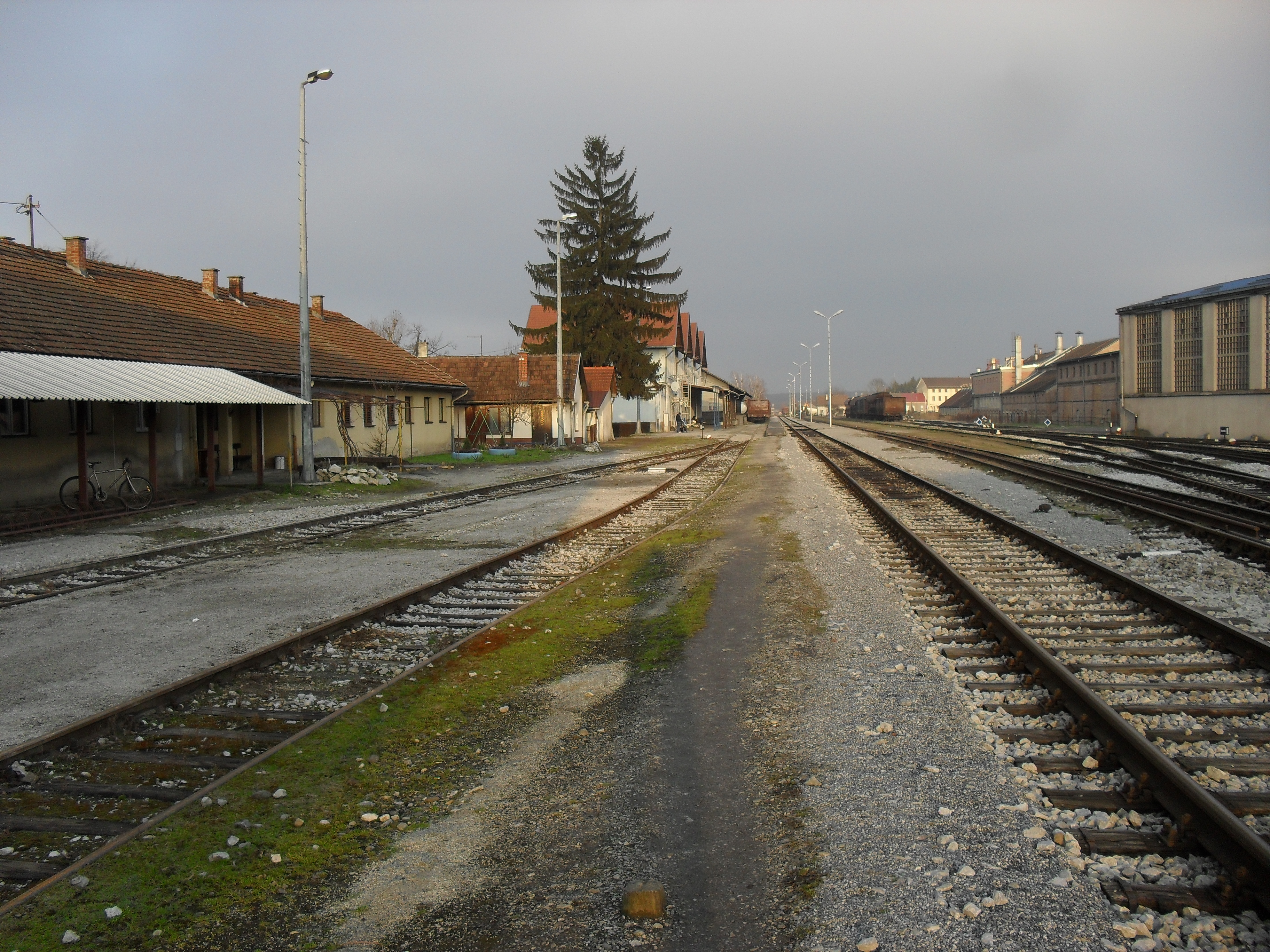
Nádraží v Bjelovaru.

Železniční trať Križevci – Kloštar Podravski (chorvatsky Željeznička pruga Križevci – Kloštar Podravski) je jednokolejná železniční trať, která se nachází v Chorvatsku. Zajišťuje hlavně dopravní spojení města Bjelovaru se zbytkem země po železnici. Je dlouhá 62 km. Její evidenční číslo v rámci Chorvatska je L203.

## Trasa
Trať je vedena západo-východním směrem víceméně v rovinatém terénu. Výjimkou je mírně zvlněná krajina východně od města Bjelovaru. Tam trať prochází 360 m dlouhým tunelem.

## Historie
Trať byla v úseku z Križevců do Bjelovaru otevřena dne 2. září 1894. Ve své finální délce byla dokončena o pět let později. Trať umožnila ekonomický a hlavně průmyslový rozvoj města Bjelovaru, neboť v blízkosti místního nádraží vznikla průmyslová zóna.

## Stanice
Na trati se nachází stanice: Križevci, Poljanka, Brezovljani, Škrinjari, Sveti Ivan Žabno, Cirkvena, Hrsovo, Rovišće, Žabjak, Klokočevac, Stare Plavnice, Bjelovar, Grginac Novi, Veliko Trojstvo, Mišulinovac, Paluovac, Sirova Katalena, Kloštar Podravski